# Kashyapa (Hinduismus)

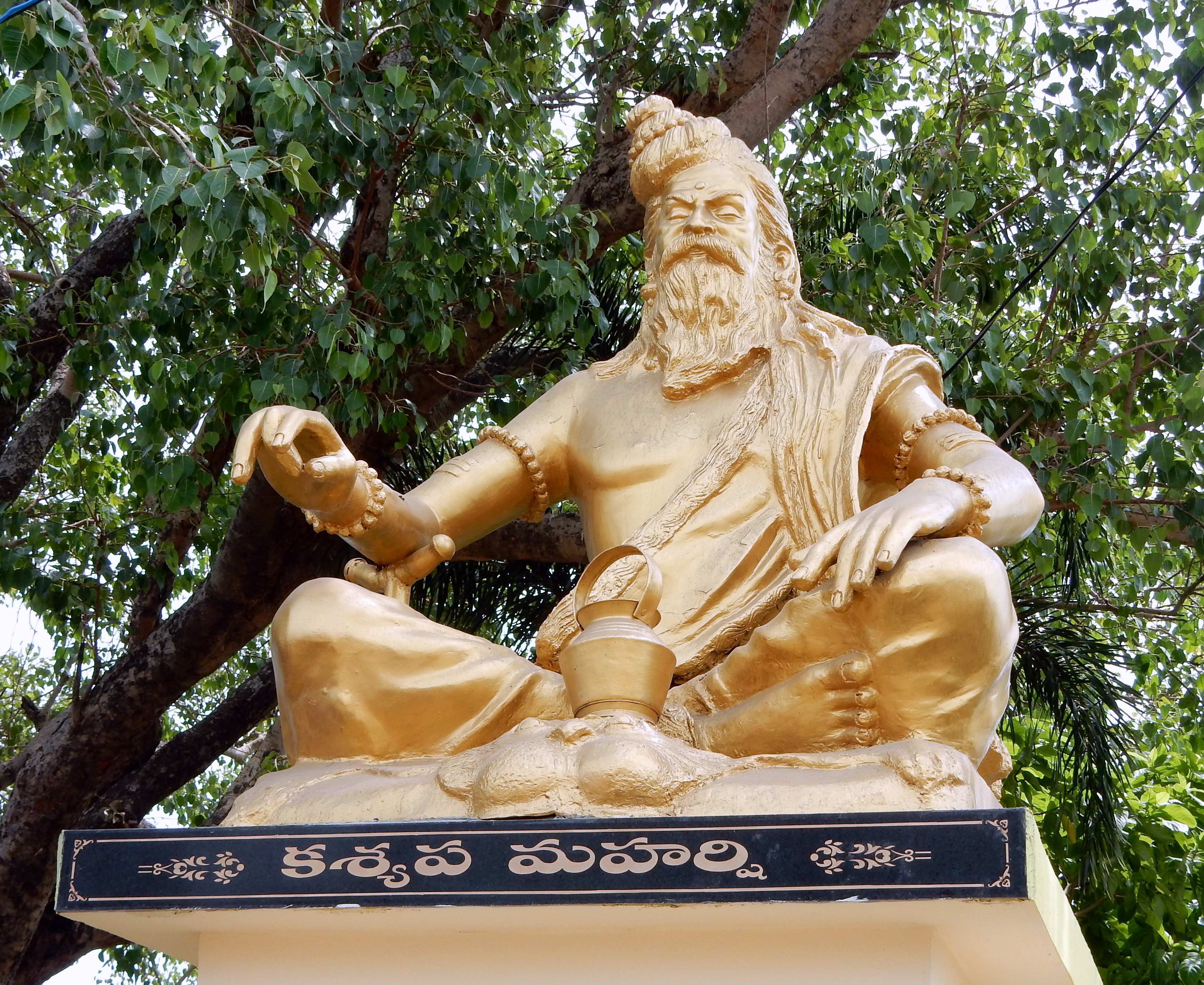
Kashyapa-Statue, Andhra Pradesh

Kashyapa (Sanskrit कश्यप kaśyapa m.) ist einer der sieben Weisen (saptarishi) im Hinduismus.

## Mythos
Kashyapas Eltern sind nach einigen Quellen der Weise Marichi und Kala. Er ehelichte zwölf Töchter von Daksha und ist der Vater vieler mythischer Wesen: durch Diti ist er Vater der Daityas, mit Danu zeugte er die Danavas, mit Kadru die Nagas, mit Vinata den Göttervogel Garuda und Aruna, den Wagenlenker der Sonnengottes Surya. Nach einigen Quellen ist er durch Aditi der Vater der Adityas und somit auch der Götter und Menschen.